# Assassino senza volto (film)
Assassino senza volto è un film italiano del 1967 diretto da Angelo Dorigo.

## Trama
John Brenton è un giovane architetto che riceve l'incarico di ristrutturare un castello. Al suo arrivo al castello, ben presto si accorge che la famiglia nobile che lì risiede si comporta in modo molto strano.